# Alchemilla acuminatidens
Alchemilla acuminatidens är en rosväxtart som beskrevs av Robert Buser. Alchemilla acuminatidens ingår i släktet daggkåpor, och familjen rosväxter. Inga underarter finns listade i Catalogue of Life.